# Henri Fournier (sous-marin)
Pour les articles homonymes, voir Henri Fournier (homonymie).
Le Henri Fournier (numéros de coque : SC6, HF) est le deuxième des trois sous-marins de classe O'Byrne construits pour la Marine nationale française. Il a été commandé à l’origine par la marine militaire roumaine, mais a été confisqué par le gouvernement français pendant la Première Guerre mondiale alors qu’il était encore en construction. Il a été construit au chantier naval Schneider à Chalon-sur-Saône. Le navire a été commissionné dans la marine française qui lui donne le nom d’Henri Fournier, du nom du lieutenant de vaisseau commandant le sous-marin Saphir I, disparu en mer le 15/01/1915. Le Henri Fournier sert en mer Méditerranée. Le navire a été rayé de la liste de la marine et vendu à la ferraille en 1935.

## Construction
Le Henri Fournier a été commandé par le gouvernement roumain au chantier naval Schneider, et mis sur cale en avril 1917. Cependant, la Roumanie a été forcée de quitter la guerre en décembre 1917, alors que la construction du navire en était à ses débuts. Le sous-marin a ensuite été achevé pour la marine française, avec des ponts plus grands et un kiosque. Le Henri Fournier a été achevé et mis en service en 1921. Il avait un déplacement de 342 tonnes en surface, et mesurait 52,4 mètres de longueur, avec un maître-bau de 4,7 mètres et un tirant d'eau de 2,7 mètres. Le groupe motopropulseur se composait de deux moteurs diesel Schneider et de deux moteurs électriques entrainant deux arbres d'hélice, ce qui donnait une vitesse maximale en surface de 14 nœuds. Il avait une autonomie de 1 850 milles marins à 10 nœuds et un équipage de 25 personnes. L’armement se composait de quatre tubes lance-torpilles de 450 mm et d’un canon de pont de 47 mm,.

## Service
Les trois bateaux incorporent les leçons de l’expérience de guerre française et s’avèrent donc raisonnablement efficaces. Ils ont servi en Méditerranée après la Première Guerre mondiale, mais leur carrière s’est déroulée sans incident et ils ont été retirés du service avant le début de la Seconde Guerre mondiale. Le Louis Dupetit-Thouars est radié en novembre 1928 et ses deux sister-ships en août 1935.
Si le Henri Fournier avait été livré en Roumanie une fois terminé, il serait devenu le deuxième sous-marin roumain (après son sister-ship le O'Byrne). Ce rôle sera rempli par le Delfinul de construction italienne en 1936.